# Дос Сантос, Данило Мариотто
Данило Мариотто дос Сантос (порт. Danilo Mariotto dos Santos; род. 15 января 1996, Рио-де-Жанейро), более известный как Данило Мариотто (порт. Danilo Mariotto) или Мариотто (порт. Mariotto); — бразильский футболист, нападающий клуба «Ипатинга».

## Биография
Воспитанник «Аудакс Рио» и «Флуминенсе», из которого в августе 2014 года, не сыграв ни одного матча за основную команду, перешёл на правах аренды в луцкую «Волынь». За новую команду дебютировал 11 августа в матче против «Черноморца», отыграв всю игру.
Весной 2015 года разорвал арендный контракт раньше срока с «Волынью» по обоюдному согласию.